# 书立
书立是用来支撑书籍平稳站立的物品。多用铁，不锈钢等材料制成“L”形状并成对出现。书立可以避免一列站立的书倾斜歪倒，以防止书籍的折角，弯曲或损坏。书立还可以用于归纳整理不同类的书籍。图书馆多会使用书立整理有空隙的书架，公司及个人也可以使用书立在平整的书桌上开辟整齐的图书资料空间。

## 材料
金屬或塑膠